# Championnat de France de basket-ball 2001-2002
Navigation
Saison précédente Saison suivante
La saison 2001-2002 du championnat de France de Pro A de basket-ball est la 80e édition du championnat de France masculin de basket-ball, la 15e depuis la création de la LNB.
Le championnat de Pro A de basket-ball est le plus haut niveau du championnat de France.
Seize clubs participent à la compétition. À la fin de la saison régulière, les équipes classées de 1 à 8 sont automatiquement qualifiées pour les quarts de finale des playoffs. Le vainqueur de ces playoffs est désigné Champion de France. L'équipe classée 16e de Pro A à l'issue de la saison régulière du championnat, descend en Pro B. Elle est remplacée par le club champion de France de Pro B. L'équipe classée 15e de Pro A à l'issue de la saison régulière du championnat dispute les barrages avec les équipes classées de 2 à 8 en Pro B.
Hyères-Toulon et Limoges ont rejoint la Pro A à l’issue de la saison 2000-2001. À la suite de difficultés financières, Montpellier et Antibes sont relégués en Pro B. Le Havre, 16e, et Bourg-en-Bresse, 15e, sont repêchés. Le tenant du titre, Pau-Orthez, va essayer de conserver son titre. 
La saison régulière a débuté le 6 octobre 2001 et s'est terminé le 18 mai 2002. L'ASVEL a remporté le championnat pour la seizième fois de son histoire en battant en finale le tenant du titre Pau-Orthez en deux manches.

## Clubs participants
| Clubs                | Salles (Capacités)                                                        | Villes           |
| -------------------- | ------------------------------------------------------------------------- | ---------------- |
| Antibes              | Espace sportif Jean Bunoz (5000 places)                                   | Antibes          |
| Bourg-en-Bresse      | Salle des Sports (2300 places)                                            | Bourg-en-Bresse  |
| Chalon-sur-Saône     | Le Colisée (4 000 places)                                                 | Chalon-sur-Saône |
| Cholet               | La Meilleraie (4 500 places)                                              | Cholet           |
| Dijon                | Palais des sports Jean-Michel-Geoffroy (4 628 places)                     | Dijon            |
| Gravelines-Dunkerque | Sportica (3 500 places)                                                   | Gravelines       |
| Hyères Toulon        | Palais des sports Jauréguiberry (4 700 places) Espace 3000 (2 200 places) | Toulon           |
| Le Havre             | Salle des Docks Océane (3 598 places)                                     | Le Havre         |
| Le Mans              | Antarès (6 000 places)                                                    | Le Mans          |
| Limoges              | Palais des Sports de Beaublanc (5500 places)                              | Limoges          |
| Lyon-Villeurbanne    | Astroballe (5 600 places)                                                 | Villeurbanne     |
| Montpellier          | Palais des sports Pierre-de-Coubertin (4800 places)                       | Montpellier      |
| Nancy                | Palais des sports Jean Weille (6 027 places)                              | Nancy            |
| Paris                | Stade Pierre-de-Coubertin (4 200 places)                                  | Paris            |
| Pau-Orthez           | Palais des sports de Pau (7 813 places)                                   | Pau              |
| Strasbourg           | Rhenus Sport (6 200 places)                                               | Strasbourg       |

## Classement final de la saison régulière
| Rang | Équipe                | Pts | J  | G  | P  | Pp   | Pc   | Diff |
| ---- | --------------------- | --- | -- | -- | -- | ---- | ---- | ---- |
| 1    | Pau-Orthez (T) (C)    | 54  | 30 | 24 | 6  | 2578 | 2236 | 342  |
| 2    | Lyon-Villeurbanne (F) | 53  | 30 | 23 | 7  | 2409 | 2236 | 173  |
| 3    | Cholet                | 51  | 30 | 21 | 9  | 2620 | 2480 | 140  |
| 4    | Chalon-sur-Saône      | 50  | 30 | 20 | 10 | 2255 | 2064 | 191  |
| 5    | Gravelines-Dunkerque  | 49  | 30 | 19 | 11 | 2591 | 2493 | 98   |
| 6    | Dijon                 | 48  | 30 | 18 | 12 | 2345 | 2279 | 66   |
| 7    | Le Mans               | 48  | 30 | 18 | 12 | 2574 | 2532 | 42   |
| 8    | Nancy                 | 48  | 30 | 18 | 12 | 2589 | 2474 | 115  |
| 9    | Strasbourg            | 46  | 30 | 16 | 14 | 2507 | 2461 | 46   |
| 10   | Paris                 | 46  | 30 | 16 | 14 | 2299 | 2249 | 50   |
| 11   | Limoges (P)           | 40  | 30 | 10 | 20 | 2280 | 2456 | -176 |
| 12   | Hyères-Toulon (P)     | 38  | 30 | 8  | 22 | 2348 | 2625 | -277 |
| 13   | Montpellier           | 38  | 30 | 8  | 22 | 2210 | 2345 | -135 |
| 14   | Antibes               | 37  | 30 | 7  | 23 | 2246 | 2438 | -192 |
| 15   | Bourg-en-Bresse       | 37  | 30 | 7  | 23 | 2235 | 2467 | -232 |
| 16   | Le Havre              | 37  | 30 | 7  | 23 | 2250 | 2501 | -251 |

|     | Qualification pour les Play-offs 2002 |
|     | Barrage Pro A/Pro B                   |
|     | Relégation en Pro B                   |
| (T) | Tenant du titre 2001                  |
| (F) | Finaliste 2001                        |
| (P) | Promu 2001                            |
| (C) | Vainqueur Coupe de France             |

## Playoffs
|  | Quarts de finale            | Quarts de finale      | Quarts de finale | Quarts de finale |                       |    | Demi-finales | Demi-finales       | Demi-finales | Demi-finales |  |  | Finale | Finale | Finale | Finale |
|  |                             |                       |                  |                  |                       |    |              |                    |              |              |  |  |        |        |        |        |
|  | 25 et 28 mai 2002           |                       |                  |                  |                       |    |              |                    |              |              |  |  |        |        |        |        |
|  |                             |                       |                  |                  |                       |    |              |                    |              |              |  |  |        |        |        |        |
|  | (1) Pau-Orthez              | 99                    | 107              |                  |                       |    |              |                    |              |              |  |  |        |        |        |        |
|  | (1) Pau-Orthez              | 99                    | 107              | 4 et 8 juin 2002 |                       |    |              |                    |              |              |  |  |        |        |        |        |
|  | (8) Nancy                   | 77                    | 92               |                  |                       |    |              |                    |              |              |  |  |        |        |        |        |
|  | (8) Nancy                   | 77                    | 92               | (1) Pau-Orthez   | 83                    | 79 |              |                    |              |              |  |  |        |        |        |        |
|  | 25, 28 mai et 1er juin 2002 |                       |                  | (1) Pau-Orthez   | 83                    | 79 |              |                    |              |              |  |  |        |        |        |        |
|  |                             | (4) Chalon-sur-Saône  | 77               | 62               |                       |    |              |                    |              |              |  |  |        |        |        |        |
|  | (4) Chalon-sur-Saône        | (4) Chalon-sur-Saône  | 77               | 62               | 82                    | 77 | 73           |                    |              |              |  |  |        |        |        |        |
|  | (4) Chalon-sur-Saône        |                       |                  |                  | 82                    | 77 | 73           | 18 et 22 juin 2002 |              |              |  |  |        |        |        |        |
|  | (5) Gravelines Dunkerque    | 70                    | 79               | 66               |                       |    |              |                    |              |              |  |  |        |        |        |        |
|  | (5) Gravelines Dunkerque    | 70                    | 79               | 66               | (1) Pau-Orthez        | 68 | 64           |                    |              |              |  |  |        |        |        |        |
|  | 25, 28 mai et 1er juin 2002 |                       |                  |                  | (1) Pau-Orthez        | 68 | 64           |                    |              |              |  |  |        |        |        |        |
|  |                             | (2) Lyon Villeurbanne | 77               | 65               |                       |    |              |                    |              |              |  |  |        |        |        |        |
|  | (2) Lyon Villeurbanne       | (2) Lyon Villeurbanne | 77               | 65               | 81                    | 72 | 89           |                    |              |              |  |  |        |        |        |        |
|  | (2) Lyon Villeurbanne       | 4 et 8 juin 2002      |                  |                  | 81                    | 72 | 89           |                    |              |              |  |  |        |        |        |        |
|  | (7) Le Mans                 | 71                    | 73               | 81               |                       |    |              |                    |              |              |  |  |        |        |        |        |
|  | (7) Le Mans                 | 71                    | 73               | 81               | (2) Lyon Villeurbanne | 94 | 82           |                    |              |              |  |  |        |        |        |        |
|  | 25 et 28 mai 2002           |                       |                  |                  | (2) Lyon Villeurbanne | 94 | 82           |                    |              |              |  |  |        |        |        |        |
|  |                             | (3) Cholet            | 74               | 72               |                       |    |              |                    |              |              |  |  |        |        |        |        |
|  | (3) Cholet                  | (3) Cholet            | 74               | 72               | 108                   | 88 |              |                    |              |              |  |  |        |        |        |        |
|  | (3) Cholet                  |                       |                  |                  |                       | 88 |              |                    |              |              |  |  |        |        |        |        |
|  | (6) Dijon                   | 76                    | 78               |                  |                       |    |              |                    |              |              |  |  |        |        |        |        |
|  | (6) Dijon                   | 76                    | 78               |                  |                       |    |              |                    |              |              |  |  |        |        |        |        |
|  |                             |                       |                  |                  |                       |    |              |                    |              |              |  |  |        |        |        |        |

Le match aller se joue chez l'équipe la moins bien classée lors de la saison régulière, le match retour et la belle éventuelle chez l'équipe la mieux classée lors de la saison régulière.

## Leaders de la saison régulière
| Catégorie                  | Joueur          | Équipe     | Statistiques |
| -------------------------- | --------------- | ---------- | ------------ |
| Points par match           | Tony Dorsey     | Cholet     | 20,0         |
| Rebonds par match          | Malcolm Mackey  | Dijon      | 10,5         |
| Passes décisives par match | Stevin Smith    | Nancy      | 7,5          |
| Interceptions par match    | Stevin Smith    | Nancy      | 2,4          |
| Contres par match          | Andre Riddick   | Paris      | 3,2          |
| % aux tirs                 | Dwayne Scholten | Le Mans    | 64,5 %       |
| % aux lancer-francs        | Frédéric Forte  | Strasbourg | 89,2 %       |
| % à 3 points               | Hugues Occansey | Strasbourg | 52,5 %       |

## Récompenses individuelles
| - MVP français : - MVP étranger : - Meilleur défenseur : - Meilleur espoir : - Meilleur entraîneur : | Cyril Julian (Nancy) Roger Esteller (Pau-Orthez) Florent Piétrus (Pau-Orthez) Boris Diaw (Pau-Orthez) Savo Vučević (Cholet) et Duško Ivanović (Limoges) |

- Cyril Julian (Nancy) et Tony Dorsey (Cholet) ont été élus MVP français et étranger selon le référendum L'Équipe établi auprès des journalistes.